# Plzeňi kerület
Koordináták: é. sz. 49° 44′ 52″, k. h. 13° 22′ 39″49.747778°N 13.377500°E
Plzeňi kerület (csehül Plzeňský kraj) közigazgatási egység Csehország nyugati részén. Székhelye Plzeň. Lakosainak száma 562 766 fő (2005).

## Fekvése
Északról az óramutató járásával megegyező irányba a Karlovy Vary-i kerület, a Közép-Csehországi kerület és a Dél-csehországi kerület határolja. Délnyugati határán Bajorországgal (Németország) szomszédos.
Nyugaton a Cseh-erdő, délnyugaton a Šumava hegység foglalja el a határát. Középen és északkeleten a Beroun-dombvidék található. A kerület közepén az északkelet felé futó Berounka folyó völgye a Plzeňi-medencévé szélesedik. Észak-északnyugati határán a Karlovy Vary-felföld nyúlik el.

## Járások

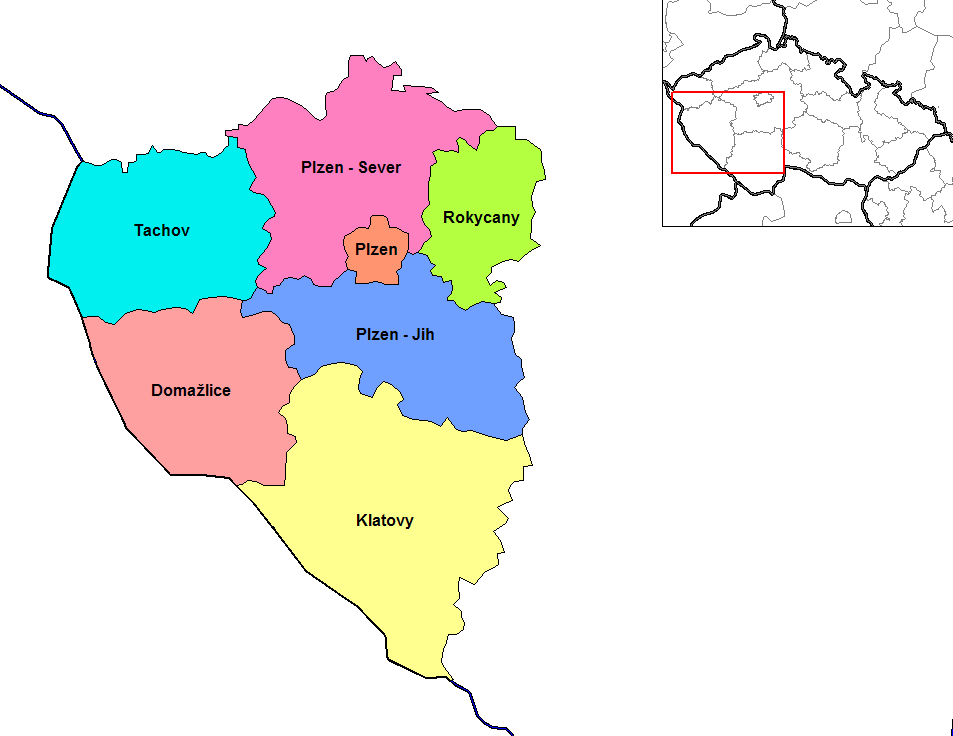
A Plzeňi kerület járásai

2005. január 1-jétől, a legutóbbi kerülethatár-módosítás óta területe 7 561 km², melyen 7 járás osztozik:
| Név (Cseh név)                         | Jel | Székhely  | Népesség (fő) | Terület (km²) | Népsűrűség (fő/km²) | Községek száma |
| -------------------------------------- | --- | --------- | ------------- | ------------- | ------------------- | -------------- |
| Domažlicei járás (Okres Domažlice)     | DO  | Domažlice | 59 838        | 1 123,46      | 53                  | 85             |
| Klatovyi járás (Okres Klatovy)         | KT  | Klatovy   | 88 438        | 1 945,69      | 45                  | 94             |
| Dél-plzeňi járás (Okres Plzeň-jih)     | PJ  | Plzeň     | 59 829        | 990,04        | 60                  | 90             |
| Plzeň városi járás (Okres Plzeň-město) | PM  | Plzeň     | 181 634       | 261,46        | 695                 | 15             |
| Észak-plzeňi járás (Okres Plzeň-sever) | PS  | Plzeň     | 73 292        | 1 286,79      | 57                  | 98             |
| Rokycanyi járás (Okres Rokycany)       | RO  | Rokycany  | 46 857        | 575,11        | 81                  | 68             |
| Tachovi járás (Okres Tachov)           | TC  | Tachov    | 52 895        | 1 378,68      | 38                  | 51             |

## Legnagyobb települések

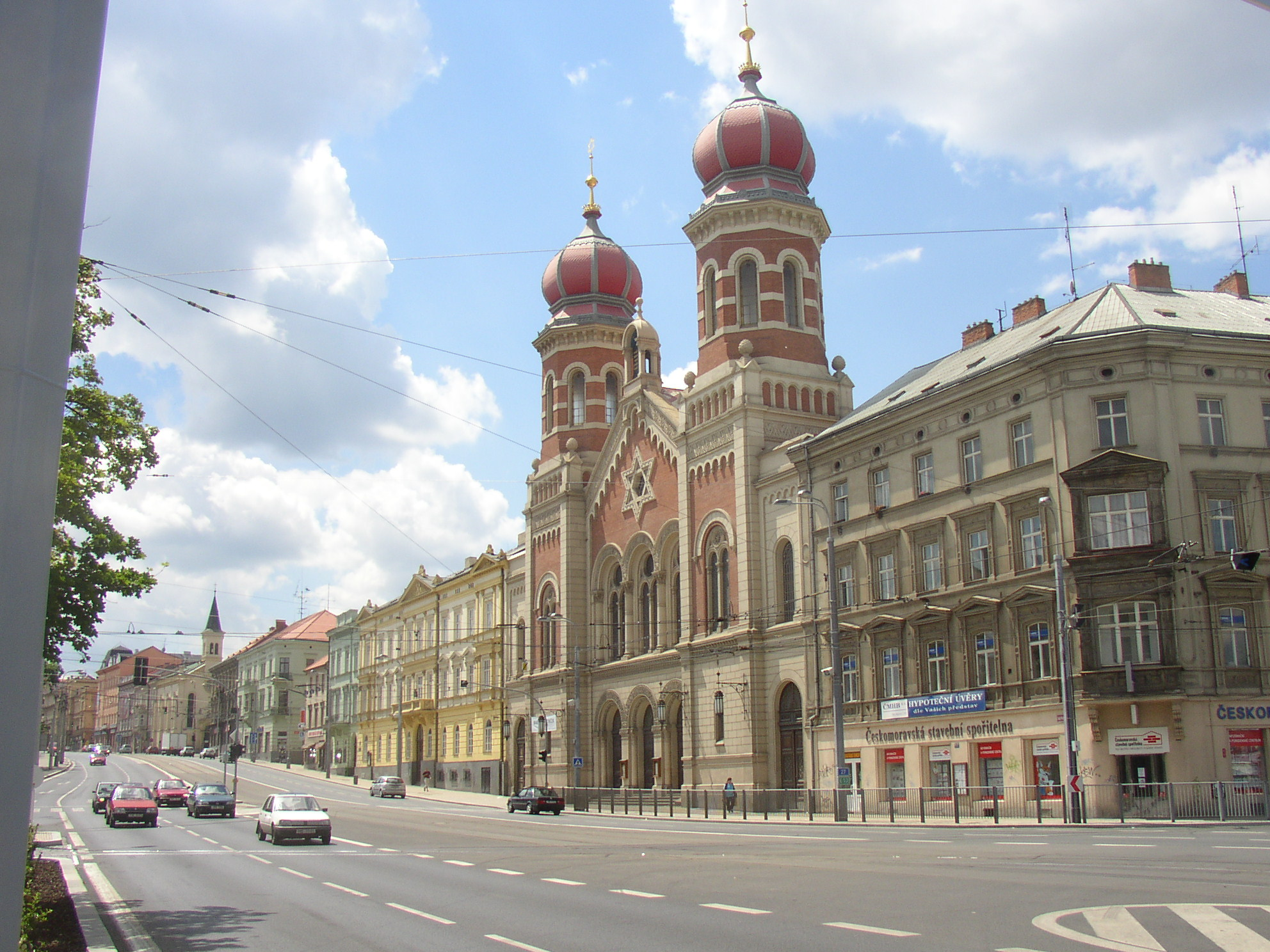
A nagyzsinagóga Plzeňben

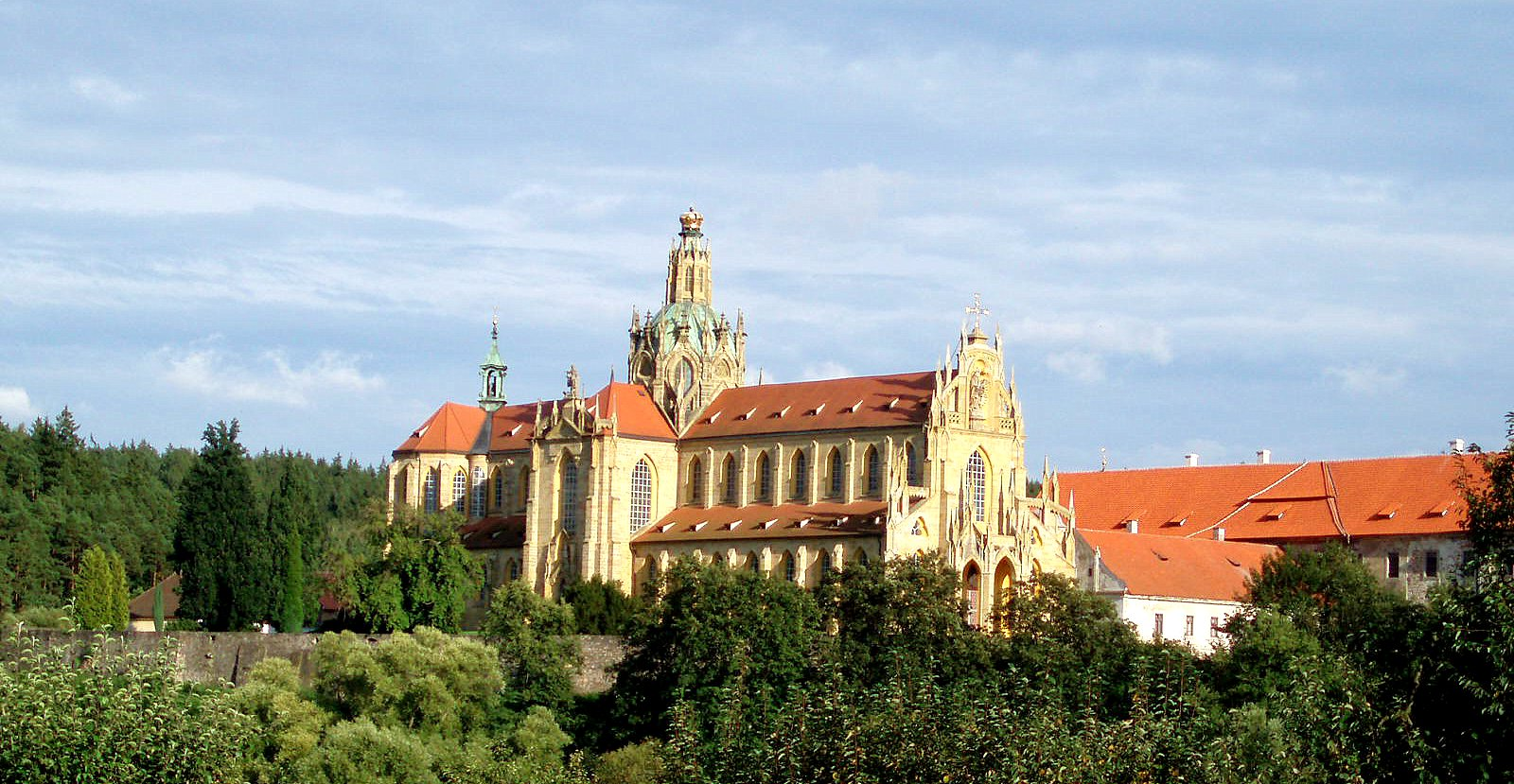
Bencés kolostor Kladrubyban

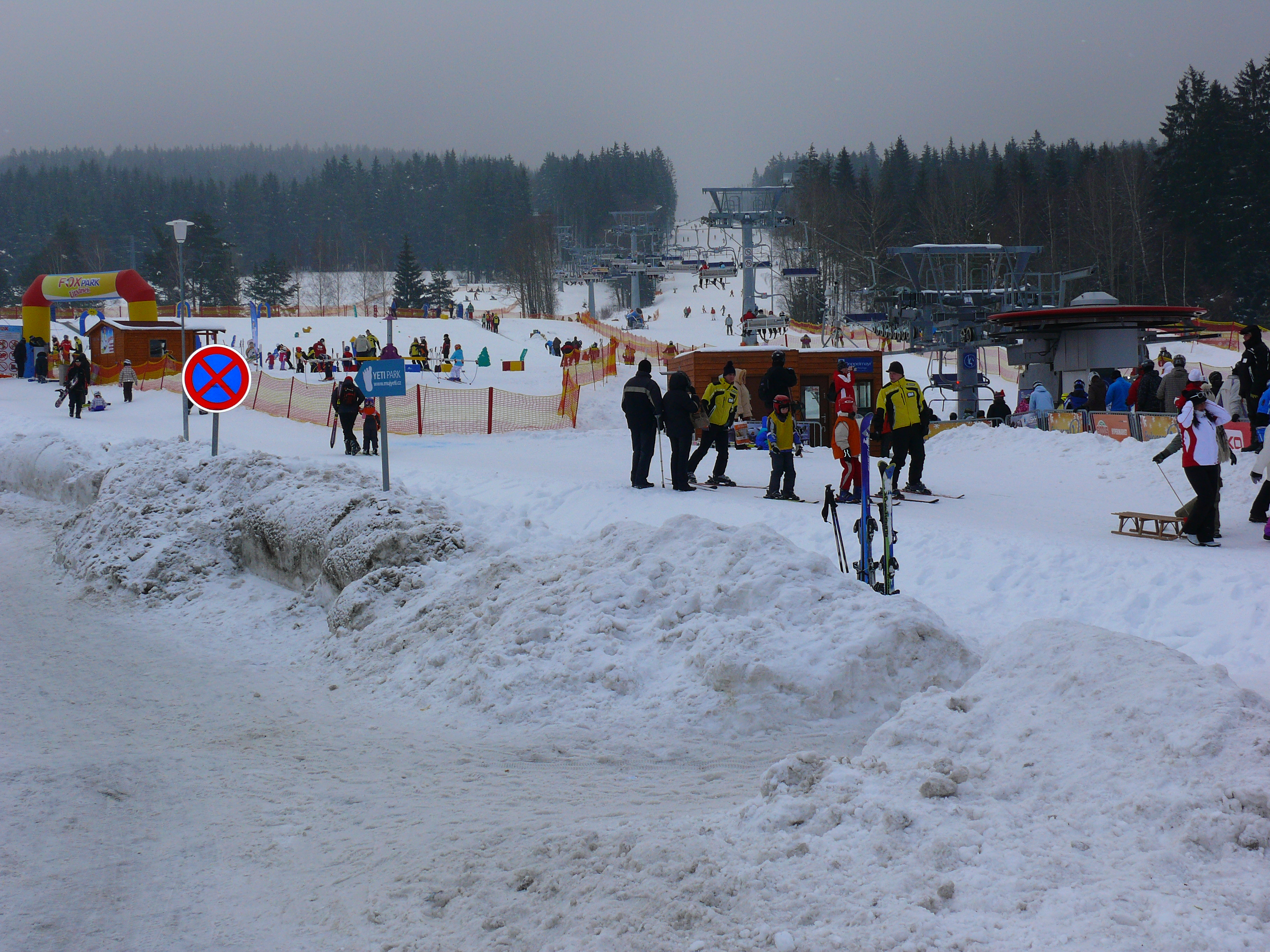
Síelők a Šumavában

| Név         | Lakosság (fő, 2005. december 31.) |
| ----------- | --------------------------------- |
| Plzeň       | 162.759                           |
| Klatovy     | 22.898                            |
| Rokycany    | 13.743                            |
| Tachov      | 12.528                            |
| Sušice      | 11.520                            |
| Domažlice   | 10.808                            |
| Stříbro     | 7.615                             |
| Nýřany      | 6.885                             |
| Přeštice    | 6.475                             |
| Dobřany     | 5.868                             |
| Horažďovice | 5.704                             |
| Planá       | 5.459                             |
| Kdyně       | 5.131                             |
| Nýrsko      | 5.074                             |

## Fordítás
- Ez a szócikk részben vagy egészben  a   Plzeň Region című angol Wikipédia-szócikk ezen változatának fordításán alapul.  Az eredeti cikk szerkesztőit annak laptörténete sorolja fel. Ez a jelzés csupán a megfogalmazás eredetét és a szerzői jogokat jelzi, nem szolgál a cikkben szereplő információk forrásmegjelöléseként.
- Ez a szócikk részben vagy egészben  a   Plzeňský kraj című cseh Wikipédia-szócikk ezen változatának fordításán alapul.  Az eredeti cikk szerkesztőit annak laptörténete sorolja fel. Ez a jelzés csupán a megfogalmazás eredetét és a szerzői jogokat jelzi, nem szolgál a cikkben szereplő információk forrásmegjelöléseként.

## Külső hivatkozások
- A Plzeňi kerület hivatalos honlapja
- Plzeň régió (csehül)
- Turisztikai honlap